# Escíncid de Barrier Knob
L'escíncid de Barrier Knob (Oligosoma judgei) és una espècie de llangardaix de la família Scincidae. És endèmica de Nova Zelanda i viu a l'hàbitat alpí de les muntanyes Darran i Takitimu de Fiordland. És una de les dues úniques espècies d'escíncid de Nova Zelanda que viuen exclusivament a la zona alpina, l'altra és l'escíncid Simbad (Oligosoma pikitanga), una espècie molt relacionada d'aspecte similar que es troba a la mateixa part de l'illa del Sud. L'escíncid de Barrier Knob va ser documentat per primera vegada a la dècada de 1960, però va ser passat per alt fins que un parell d'alpinistes el van redescobrir el 2005; l'espècie va ser descrita científicament el 2009.

## Etimologia
El nom específic, judgei, és en honor a Bronwyn Judge i Murray Judge, dos escaladors neozelandesos que van descobrir aquest escíncid a Barrier Knob.

## Hàbitat
L'hàbitat natural preferit de l'escíncid de Barrier Knob són les zones rocoses de pastures, a altituds d'entre 1.100 i 1.650 m.

## Descripció
De pell fosca, un mascle adult té una longitud del musell a la cloaca de 8 cm, mentre que les femelles poden créixer fins als 9 cm. És un animal terrestre, diürn, helotèrmica i vivípar.
Són omnívors oportunistes. Com amb la majoria dels escíncid, alimenten predominantment d'una varietat d'invertebrats autòctons, així com dels fruits de plantes autòctones.
Els àcars odontocarus, són paràsits comuns en els escíncid de Barrier Knob.

## Estat de conservació
En una primera instancia es pensava que l'estat de conservació d'aquesta espècie era de risc mínim, principalment perquè les poblacions de depredadors de mamífers invasors no podien establir-se en el dur clima de la zona alta alpina on viuen, i també perquè les vastes àrees d'hàbitat no alterades romanen intactes. No obstant això, l'any 2012 el Departament de Conservació va reclassificar l'escíncid de Barrier Knob com a en perill crític segons el sistema de classificació d'amenaça de Nova Zelanda.